# Halichoeres signifer
Espèce
Halichoeres signifer est une espèce de  poisson osseux de la famille des Labridae endémique d'Oman. Il peut atteindre une longueur maximale de 8,2 cm.